# Christian Kruck
Christian Kruck (* 12. Februar 1925 in Hamburg; † 18. September 1985 in Frankfurt am Main) war ein deutscher Maler und Lithograf des Expressionismus.

## Leben und Werk
Im Jahr 1936 siedelte Christian Kruck mit seinen Eltern nach Nürnberg über. Nach seiner Lehre als Steindrucker studierte er 1942 Bildende Künste unter Otto Michael Schmitt und Hermann Wilhelm an der Akademie der Bildenden Künste Nürnberg. Ab 1943 machte er Militärdienst, anschließend war er bis 1946 in Kriegsgefangenschaft. Danach setzte er sein Studium in Nürnberg und Freiburg im Breisgau fort.
Ende der 1940er Jahre machte er Bekanntschaft mit den Künstlerbundmitgliedern Erich Heckel, Otto Dix und Curth Georg Becker. 1949 ging Kruck als freischaffender Künstler zurück nach Hamburg und heiratete 1950 die Malerin Linde Körner. Er entwickelte die Steindruckmalerei – ein Verfahren, bei dem von einem Stein bis zu 20 Farben gedruckt werden. Auf Empfehlung von Heckel wurde Kruck 1953 zum technischen Leiter der Druckwerkstätten an die Staatliche Hochschule für Bildende Künste – Städelschule in Frankfurt am Main berufen. In den 1950er Jahren nahm er an den Jahresausstellungen des Deutschen Künstlerbundes teil. 1962 erhielt er einen Lehrauftrag am Pratt Graphic Art Center in New York. 1965 beteiligte er sich an der Mappe II „Europäische Graphik“ von Ketterer in München und fertigte erste plastische Arbeiten. Es folgten Studienreisen nach New York, Washington, Italien, Spanien, Griechenland, Spanien, Israel und nach den Kanarischen Inseln. 1970 wurde er an der Städelschule Dozent für Druckgrafik.

## Auszeichnungen
- 1975 Erster Preis der Internationalen Senefelder Stiftung[2]
- 1983 Daniel-Henry-Kahnweiler-Preis der Stadt Rockenhausen/Pfalz

## Ausstellungen (Auswahl)
- 1973 Christian Kruck und Linde Kruck-Körner, Museum Pfalzgalerie Kaiserslautern
- 1980 Steindruckmalereien von Christian Kruck, Mittelrheinisches Landesmuseum, Mainz
- 1982 Steindruckmalereien von Christian Kruck, Hormoldhaus, Bietigheim-Bissingen
- 1998/99 Christian Kruck, Lithografien und späte Bilder, Museum Goch
- 2016 Klasse Wilhelm! Burghart, Eppich, Hasselt, Heyduck, Koller, Reichart, Vornberger und ihr Lehrer Hermann Wilhelm, Kunstvilla Nürnberg